# Rei, Dama, Valete
Rei, Dama, Valete é um romance escrito por Vladimir Nabokov (sob seu pseudônimo V. Sirin), enquanto vivendo em Berlim e peregrinando em resorts no Báltico em 1928. Foi publicado como Король, дама, валеT (Korol', dama, valet) em russo, em outubro daquele ano; o romance foi traduzido em inglês pelo filho do autor Dmitri Nabokov (com significantes mudanças feitas pelo autor) em 1968, quarenta anos após sua estreia russa.

## Resumo do enredo
Franz (Bubendorf), um jovem homem de uma pequena cidade, é enviado fora de casa para trabalhar na loja de departamentos em Berlim de seu tio bem para fazer (na verdade, primo de sua mãe), Dreyer. No passeio de trem para Berlim, Franz está sentado no mesmo compartimento com (Kurt) Dreyer e a esposa de Dreyer, Martha, nem de quem Franz tem conhecido. Franz é imediatamente encantado pela beleza de Martha, e, curtamente após Franz começar a trabalhar na loja, os dois iniciam um secreto caso de amor.
Como o romance continua, o desgosto de Martha por seu marido cresce mais pronunciadamente, e com isso sua adoração por Franz. Franz, enquanto isso, começa para perder qualquer vontade de sua própria, e se torna uma entorpecida extensão de seu amante. Dreyer, enquanto isso, continua para pródiga cega adulação em sua esposa, e está apenas machucado, não desconfiado, quando ela retorna seu amor com ressentimento.
Como seu relacionamento com Franz aprofunda, Martha começa para eclodir esquemas para a morte de Dreyer. Franz mesmo tem começado para perder interesse em Martha, mas ele vai junto com sua plotagem. Como parte dos planos de Martha, os três tiram férias juntos no Seaview Hotel em Gravitz, um resort no Mar Báltico. Ela planeja para levar Dreyer, que não sabe nadar, fora em um barco a remo então ele pode ser afogado. No barco, entretanto, o plano é suspendido por Martha quando ela sabe de Dreyer que ele está perto para fechar um contrato de negócio muito rentável. Martha então pega pneumonia da chuva e o frio no barco. Para grande tristeza de Dreyer ela passa longe; ele nunca sabe sobre a traição e o perigo que ele estava. Franz, aliviado por sua morte, é ouvido rindo "em um frenesi de jovem alegria".
Outros personagens no romance são o "conjurador", Old Enricht, que aluga fora um quarto para Franz, e o Inventor que estava desenvolvendo "auto-manequins" como robôs financiados por Dreyer que esperançava para fazer dinheiro por vender a invenção para o estadunidense Mr. Ritter. O Inventor prometeu para fazer três manequins, entretanto, no final da performance por Ritter, apenas o "cavalheiro idoso" com a jaqueta e mulher de Dreyer ("andando como uma prostituta") estava pronto. A mulher manequim bate em um barulho final.

## Temas, prenúncios
Um dos assuntos favoritos de Nabokov, o tema doppelgänger, é promulgado através da criação dos "auto-manequins". Os destinos dos personagens podem ser lidos na performance de autômatos: o manequim masculino performa com brio e sai do palco; a batida da manequim feminina prenuncia a morte de Martha; o terceiro manequim é incompleto e incapaz para performar sua pretendida missão.
Adicionalmente, o atual autômato Franz representa uma crítica para trás por Nabokov da psique alemão do Weimar—preparada para destrutiva organização. A imagem de Franz é aquela do alemão de classe baixa que é facilmente manipulado, rende seu julgamento moral, e se torna crescentemente desumanizado. Nas últimas cenas do livro, Nabokov descreve Franz (com grande penetração e comédia) como tendo "atingido um estágio em qual o discurso humano, ao menos representando um comando, era sem sentido". Quando Nabokov escreveu a história, o Nazismo estava então em seus estágios nascentes, e Franz aparece como um "nazista por fazer". Franz é encarado no trem para Berlim por um homem com uma grotesca desfiguração facial, um relance de seu destino de acordo para o narrador. O narrador conta para nós também que Franz irá eventualmente ser "culpado de piores pecados que avunculicide", uma seção que foi insertada por Nabokov muito mais tarde com histórica retrospectiva quando ele preparou a tradução em inglês.

## Os autores em cena
O autor e sua esposa, embora não diretamente identificados, são retratados perto do fim do romance como um feliz, mas "enigmático" casal que está também em férias no resort báltico e falando em uma língua estrangeira; eles têm uma rede de borboleta, que é tomada por uma rede de peixe por Franz e uma rede de camarão por Martha, mas Dreyer identifica isso corretamente. Mais tarde, Franz vê eles novamente e sente que eles estão falando sobre ele e sabem "tudo sobre sua situação". Dreyer lê uma lista de pessoas no hotel. O estranho nome Blavdak Vinomori salta-lhe à vista; presumivelmente este é o nome do homem deste casal; o nome é um anagrama de Vladimir Nabokov. O nome Sr. Vivian Badlook também aparece no texto, um "outro esquiador e professor de inglês", que fotografa Dreyer em Davos, outro anagrama de Vladimir Nabokov.
No livro, há também uma autorreferência ao filme King, Queen, Knave, baseado em uma peça do autor fictício Goldemar.

## Adaptação de filme
Uma adaptação para filme, dirigida por Jerzy Skolimowski e estrelando Gina Lollobrigida, David Niven e John Moulder-Brown, foi lançado em 1972.